# قطنيانة
قَطِنْيَانَة أو قنطلانة (بالإسبانية: Cantillana)‏ هي مدينة وبلدية تقع في مقاطعة إشبيلية بمنطقة الأندلس ذاتية الحكم من جنوب إسبانيا. بلغ عدد سكانها 10.442 نسمة عام 2008. من أعلامها المتصوف شعيب أبو مدين.

## أعلام
- شعيب أبو مدين